# Duality
Duality ist ein Lied der US-amerikanischen Metal-Band Slipknot. Es wurde als Vorab-Single aus dem dritten Album Vol. 3: (The Subliminal Verses) ausgekoppelt.

## Musikvideo
Das Musikvideo wurde unter der Leitung von Tony Petrossian gedreht und ist ungefähr 40 Sekunden kürzer als die Album-Fassung. Petrossian führte auch bei den Videos zu den Slipknot-Songs Before I Forget, Vermillion und Vermillion Pt. 2 Regie. Die Produktionskosten betrugen 300.000 bis 500.000 US-Dollar. Gedreht wurde das Video in einem abgelegenen Haus in Des Moines, Iowa am 27. März 2004. Das Video zeigt die Band, die den Song in dem Gebäude aufführt. Von allen Seiten strömen Leute auf die Anlage zu und versuchen, in das Haus zu kommen. Der euphorischen Masse gelingt es, durch das Eintreten der Türen und das Zerschlagen der Fenster mit Gegenständen, in das Haus zu gelangen und hautnah der Band beim Aufführen des Songs zuzusehen.

## Sonstiges
Der Song war 2005 bei der 47. Grammy-Verleihung in der Kategorie Best Hard Rock Performance nominiert. Der Preis ging jedoch an Velvet Revolver für den Song Slither. Des Weiteren war das Musikvideo bei den Kerrang! Awards 2004 in der Kategorie Best Video nominiert. Diesmal wurden Slipknot von HIM geschlagen, die den Preis für Funeral of Hearts gewannen.
Der Song ist Standard auf Slipknot-Konzerten.
Perkussionist Shawn Crahan benutzt in dem Song einen Baseballschläger, mit dem er auf ein Metallfass schlägt.
Das Lied findet in den Videospielen Madden NFL 10 und ATV Offroad Fury 3 Verwendung.

## Versionen

### Standard-Single
1. Duality (Edit) – 3:33
2. Don’t Get Close – 3:47
3. Disastpiece (Live) – 5:25
4. Duality (Video)

### Promo-Single
1. Duality (Edit) – 3:33
2. Duality (Album-Version) – 4:12

### Vinyl
1. Duality (Edit) – 3:33
2. Don’t Get Close – 3:47

### Limited Edition
1. Duality (Edit) – 3:33
2. Don’t Get Close – 3:47

## Kommerzieller Erfolg

### Chartplatzierungen
| ChartsChartplatzierungen     | Höchstplatzierung | Wochen |
| ---------------------------- | ----------------- | ------ |
| Deutschland (GfK)            | 28 (9 Wo.)        | 9      |
| Schweiz (IFPI)               | 87 (3 Wo.)        | 3      |
| Vereinigtes Königreich (OCC) | 15 (6 Wo.)        | 6      |

### Auszeichnungen für Musikverkäufe
| Land/Region                  | Auszeichnungen für Musikverkäufe (Land/Region, Auszeichnung, Verkäufe) | Verkäufe  |
| ---------------------------- | ---------------------------------------------------------------------- | --------- |
| Dänemark (IFPI)              | Gold                                                                   | 45.000    |
| Deutschland (BVMI)           | Gold                                                                   | 300.000   |
| Italien (FIMI)               | Gold                                                                   | 50.000    |
| Kanada (MC)                  | 3× Platin                                                              | 240.000   |
| Neuseeland (RMNZ)            | 2× Platin                                                              | 60.000    |
| Österreich (IFPI)            | Platin                                                                 | 30.000    |
| Portugal (AFP)               | Platin                                                                 | 10.000    |
| Spanien (Promusicae)         | Gold                                                                   | 30.000    |
| Vereinigtes Königreich (BPI) | Platin                                                                 | 600.000   |
| Insgesamt                    | 4× Gold · 8× Platin ·                                                  | 1.365.000 |

Hauptartikel: Slipknot/Auszeichnungen für Musikverkäufe